# АзиаСат-7
«АзиаСат-7» (кит. 亞星, англ. AsiaSat-7) — коммерческий геостационарный телекоммуникационный спутник высокой мощности, принадлежащий гонконгскому спутниковому оператору AsiaSat (Asia Satellite Telecommunications Co. Ltd.). Космический аппарат (КА) предназначен для службы FSS и будет обеспечивать телевизионное вещание, телефонную службу и службы на основе VSAT в Азиатско-Тихоокеанском регионе.
В 2014 году «АзиаСат-7» заменит «АзиаСат-3С» в орбитальной позиции 105,5° в. д., когда срок активного существования последнего подойдёт к концу.

## Конструкция
Полезная нагрузка КА «АзиаСат-7» включает 28 транспондеров C-диапазона и 17 Ku-диапазона, а также один транспондер Ka-диапазона. Зона охвата в С-диапазоне включает всю Азию, Ближний Восток, Австралию, а также страны Содружества Независимых Государств. 3 луча Ku-диапазона предназначены для стран Восточной и Южной Азии. Кроме того, ещё один перенаправляемый луч Ku-диапазона планируется использоваться в регионах, где это будет необходимо для удовлетворения рыночного спроса.
КА «АзиаСат-7» основан на платформе Space Systems / Loral 1300 со сроком активного существования более 15 лет. Вес спутника на орбите — 3813 кг.

## Запуск спутника
Запуск спутника был осуществлён компанией International Launch Services (ILS) с помощью РН Протон-М с разгонным блоком Бриз-М. Запуск произведён 25 ноября 2011 года с площадки 200Л (ПУ № 39) космодрома Байконур. КА «АзиаСат-7» стал уже 4-м спутником компании AsiaSat запущенный на «Протоне». 26 ноября в 8 часов 23 минуты московского времени КА «АзиаСат-7» штатно отделился от разгонного блока и был передан на управление заказчику.
Из-за относительно малого веса спутника (3813 кг), близкую к возможностям «Протона» по выводу полезной нагрузки на геостационарную орбиту (до 3250 кг), КА «АзиаСат-7» выведен на геопереходную орбиту, очень близкую к геостационарной. Таким образом, заключительный манёвр по поднятию орбиты до геостационарной, выполняемый самим спутником с помощью его собственной двигательной установки, потребует минимального использования горючего и позволит продлить срок активного существования.